# 6276 Kurohone
6276 Kurohone este un asteroid din centura principală de asteroizi.

## Descriere
6276 Kurohone este un asteroid din centura principală de asteroizi. A fost descoperit pe 1 ianuarie 1994 la Oizumi de Takao Kobayashi. El prezintă o orbită caracterizată de o semiaxă mare de 2,87 ua, o excentricitate de 0,05 și o înclinație de 1,4° în raport cu ecliptica.